# Les Immortels de la nuit
Pour plus de détails, voir Fiche technique et Distribution.
Les Immortels de la nuit (Wolvesbayne) est un téléfilm américain réalisé par Griff Furst, et diffusé le 18 octobre 2009 sur Syfy.

## Synopsis
Russell Bayne un loup garou doit combattre les vampires.

## Fiche technique
- Titre original : Wolvesbayne
- Titre français : Les Immortels de la nuit
- Réalisateur : Griff Furst
- Scénario : Leigh Scott
- Musique : Miles Hankins
- Photographie : Bill Posley
- Société de production : Active Entertainment, Bullet Films, FIWI Entertainment
- Pays d'origine : États-Unis
- Budget de production : 2 000 000 $ (estimation)
- Durée : 92 minutes
- Genre : film d'horreur , film fantastique
- Dates de sortie :
  - États-Unis : 18 octobre 2009
  - France : 9 août 2011

## Distribution
- Mark Dacascos : Von Griem
- Yancy Butler : Lilith
- Rhett Giles : Jacob van Helsing
- Christy Carlson Romano : Alex Layton
- Jeremy London : Russel Bayne
- Stephanie Honoré (en) : Zafira
- Sarah Ann Schultz : Xandréa